# Beata Pawlak
Beata Pawlak, née en 1957 à Garbatka dans le district mazovien de  Kozienice, morte le 12 octobre 2002 à Kuta (Bali), est une journaliste et écrivaine polonaise.

## Biographie
Après une scolarité secondaire dans un lycée de Radom, Beata Pawlak fait des études de lettres polonaises à l'Université Jagellonne de Cracovie. Au début des années 1980, elle milite au sein de l'opposition démocratique et participe à des publications clandestines. À partir de 1984, elle est en exil à Paris, où elle fréquente notamment des émigrés de pays musulmans. 
Après 1989, elle revient en Pologne et travaille comme journaliste pour Gazeta Wyborcza pendant une dizaine d'années. Elle écrit sur la Pologne et le monde de l'islam. Selon Ryszard Kapuściński, Beata Pawlak écrit sur l'islam comme nul autre dans la presse polonaise. Elle a magistralement combiné connaissance avec sensibilité, passion avec responsabilité, diligence avec une remarquable détermination pour expliquer ce monde. En mars 2002, elle entreprend un voyage à travers l'Asie. De l'Inde, via le Népal, la Thaïlande et la Malaisie, jusqu'en Indonésie. Elle meurt le 12 octobre 2002 dans une attaque terroriste sur l'île indonésienne de Bali.
En 2003, un prix Beata-Pawlak, décerné depuis lors à un rythme annuel, est créé pour couronner l'auteur d'un texte en polonais sur les autres cultures, religions et civilisations. 
Wojciech Tochman s'est inspiré pour son roman Córeńka (Znak, 2005) de l'histoire de sa vie.

## Publications
Livres
- Mamuty i petardy. Czyli co naprawdę cudzoziemcy myślą o Polsce i Polakach (« Mammouths et pétards. Que pensent vraiment les étrangers de la Pologne et des Polonais »), PWN, 2001
- Aniołek (« Le Petit Ange », roman sur les parents de l'auteur avec leur propre portrait tissé, des réflexions sur la vie et la mort), Prószyński et Cie, 2003

adapté au cinéma par Artur Więcek (pl)
- Piekło jest gdzie indziej, Reportaże o świecie islamu: Algieria, Francja, Bośnia, Gaza, Izrael, Liban, Irak, Kurdystan, Egipt, Polska, Turcja, Ali Ağca i Jan Paweł II (« L'Enfer est ailleurs », Reportages sur le monde musulman : Algérie, France, Bosnie, Gaza, Israël, Liban, Irak, Kurdistan, Égypte, Pologne, Turquie, et sur Ali Ağca et Jean-Paul II), Prószyński et Cie, 2003

Ouvrages collectifs
- Anna Bikont, Beata Pawlak, Mariusz Szczygieł, Jacek Hugo-Bader (en), Włodzimierz Kalicki (en), Piotr Lipiński (pl), Irena Morawska, Lidia Ostałowska (pl), Paweł Smoleński (pl), Wojciech Tochman, Maria Wiernikowska (pl), Małgorzata Szejnert (pl) Kraj raj (« Le Pays paradisiaque »), 1993
- Małgorzata Szejnert, Mirosław Banasiak, Beata Pawlak, et al. Anna z gabinetu bajek (« Anna du cabinet des contes de fée »), 1999
- Piotr Głuchowski (pl), Jacek Hugo-Bader, Beata Pawlak, Sławomir Zagórski, Grzegorz Sroczyński (pl), Piotr Lipiński (pl), Magdalena Grzebałkowska (pl), Dorota Karaś, Włodzimierz Nowak (pl), Anna Fostakowska, Anna Bikont, Joanna Szczęsna (pl), Wioletta Gnacikowska, Nietykalni. Reportaże roku 1999 (« Intouchables. Reportages de l'année 1999 ») – deux reportages de Beata Pawlak sur la Pologne, Prószyński et Cie, 2000

## Site externes
- Ressources relatives à l'audiovisuel :   - Filmweb.pl
  - IMDb
- Notices d'autorité :   - VIAF
  - ISNI
  - IdRef
  - LCCN
  - GND
  - Belgique
  - Pologne
  - NUKAT
  - WorldCat
- (pl) Janusz R. Kowalczyk, « Twórcy - Beata Pawlak », sur culture.pl, 1er novembre 2015